# ژان لونگه

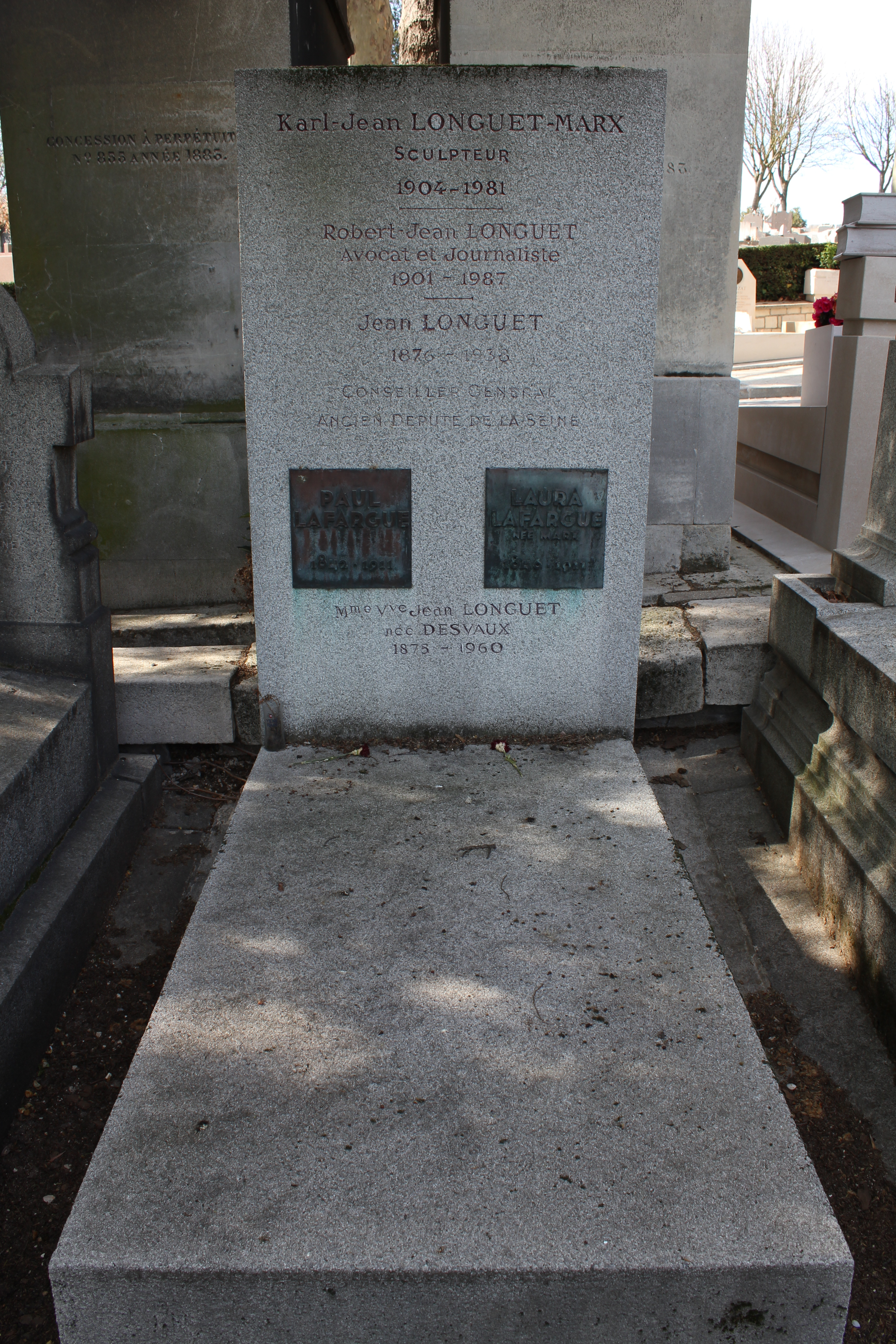
قبر لافارژ در گورستان پر-لاشز، پاریس. لونگه و همسر و پسرانش نیز در اینجا به خاک سپرده شده‌اند

ژان لونگه (انگلیسی: Jean Longuet; ۱۰ مهٔ ۱۸۷۶ – ۱۱ سپتامبر ۱۹۳۸) سیاست‌مدار سوسیالیست فرانسوی نوه کارل مارکس بود.
او پسر شارل لونگه و ینی مارکس-لونگه بود. ژان یک وکیل فرانسوی و سوسیالیست کسی که در جنگ جهانی اول مؤسس و ویراستار روزنامه فرانسوی Le Populaire بود. او یک صلح‌طلب بود، اما در طول دوره جنگ جهانی اول از اعتبار جنگ حمایت کرد. در سال ۱۹۱۸ در استراسبورگ، سیاست او توسط اکثریت مردم (بخش فرانسوی کارگران بین‌المللی کارگران) (SFIO) پذیرفته شد.